# محسن عشير
محسن عشير  (1990 المغرب) هو لاعب كرة قدم مغربي.